# لقد جاءت إلي
لقد جاءت إلي (بالإنجليزية: She Came to Me)‏ هو فيلم كوميدي رومانسي أمريكي عام 2023 من تأليف وإخراج ريبيكا ميلر. الفيلم من بطولة بيتر دينكلاج وماريسا تومي وجوانا كوليج وبريان دارسي جيمس وآن هاثاواي.
تم عرضه العالمي الأول في مهرجان برلين السينمائي الدولي الثالث والسبعين في 16 فبراير 2023، وتم إصداره في 6 أكتوبر 2023 بواسطة فيرتيكال للترفيه.

## القصة
الملحن "ستيفن لودم" محظور بشكل إبداعي وغير قادر على إنهاء النتيجة لأوبرا عودته الكبيرة. بناءً على طلب من زوجته باتريشيا، انطلق بحثًا عن الإلهام.

## طاقم التمثيل
- بيتر دينكلاج في دور ستيفن لاودم[1]
- آن هاثاواي في دور باتريشيا جيسوب لوديم[1]
- ماريسا تومي بدور كاترينا ترينتو[1]
- إيفان إليسون في دور جوليان جيسوب[1]
- هارلو جين في دور تيريزا شيسكوفسكي[1]
- جوانا كوليج في دور ماجدالينا شيسكوفسكي[1]
- بريان دارسي جيمس في دور تري روفا[1]
- جودي جولد في دور سوزان شو[1]
- جريج إيدلمان في دور دفتين هافرفورد[1]
- ألوك ميهتا بدور أنطون جاتنر[1]
- كريس جيثارد في دور كارل[1]
- ديل سولز في دور العمة موكسي[1]
- جين بونتون في دور إيلودي[1]

إيزابيل ليونارد وإيميت أوهانلون وجرير جريمسلي يصورون الشخصيات في أوبرا ستيفن.